# Star Trek: Discovery
Star Trek: Discovery är en amerikansk science fiction-TV-serie från 24 september 2017, skapad av Bryan Fuller och Alex Kurtzman. De två första säsongerna utspelar sig cirka ett årtionde före originalserien. Den tredje och fjärde säsongen utspelar sig mer än 900 år senare. I rollerna ses bland andra Sonequa Martin-Green, Doug Jones, Shazad Latif, Anthony Rapp, Mary Wiseman, Michelle Yeoh och Jason Isaacs.